# Гьорче Петров (община)
Вижте пояснителната страница за други значения на Гьорче Петров.
Гьорче Петров (на македонска литературна норма: Општина Ѓорче Петров) е община в Северна Македония, образувана през 1996 година като съставна община на столицата Скопие. Разположена е в северозападната част на македонската столица, на левия бряг на река Вардар.
Територията ѝ се простира до граничната линия със Сърбия. Граничи с общините Карпош, Сарай и Чучер.

## История
Историята на община Гьорче Петров започва непосредствено след Първата световна война като предградие на главния град Скопие, до който се е стигало само с познатото „вовче пампурче“. Първоначално общината се е казвала Ханриево, по името на френския генерал от Първата световна война Анрис. От 1941 до 1945 година общината носи името на българския генерал Константин Жостов - Жостово. През 1945 общината е наречена на българския революционер Гьорче Петров.
По време на българското управление във Вардарска Македония в годините на Втората световна война, Йордан Николов Пешев от Куманово е български кмет на Ген. Жостово от 9 юли 1941 година до 13 май 1942 година. След това кметове са Енчо Ив. Григоров (13 май 1942 - 4 февруари 1944) и Страхил Йорд. Пецев от Скопие (19 май 1944 - 9 септември 1944).

## Население
Община Гьорче Петров има 41 634 жители със следната етническа структура:
| Етническа принадлежност | Брой   | Процент |
| северномакедонци        | 35 455 | 88,52%  |
| албанци                 | 1952   | 3,84%   |
| турци                   | 368    | 0,88%   |
| роми                    | 1249   | 3,52%   |
| власи                   | 109    | 0,26%%  |
| сърби                   | 1730   | 4,16%   |
| бошняци                 | 489    | 1,17%   |
| други                   | 637    | 1,8%    |